# Municipio de Letcher
El municipio de Letcher (en inglés: Letcher Township) es un municipio ubicado en el condado de Sanborn en el estado estadounidense de Dakota del Sur. En el año 2010 tenía una población de 120 habitantes y una densidad poblacional de 1,31 personas por km².

## Geografía
El municipio de Letcher se encuentra ubicado en las coordenadas 43°53′15″N 98°8′40″O / 43.88750, -98.14444. Según la Oficina del Censo de los Estados Unidos, el municipio tiene una superficie total de 91.77 km², de la cual 91,73 km² corresponden a tierra firme y (0,04 %) 0,03 km² es agua.

## Demografía
Según el censo de 2010, había 120 personas residiendo en el municipio de Letcher. La densidad de población era de 1,31 hab./km². De los 120 habitantes, el municipio de Letcher estaba compuesto por el 95,83 % blancos, el 0,83 % eran amerindios, el 2,5 % eran de otras razas y el 0,83 % eran de una mezcla de razas. Del total de la población el 3,33 % eran hispanos o latinos de cualquier raza.